# أشكيت (أملش الشمالي)
أشکیت (بالفارسية: اشکیت) هي قرية تقع في إيران في قسم أملش الشمالی الريفي. يقدر عدد سكانها بـ 111 نسمة بحسب إحصاء 2016.